# تسوية إليزابيث الدينية

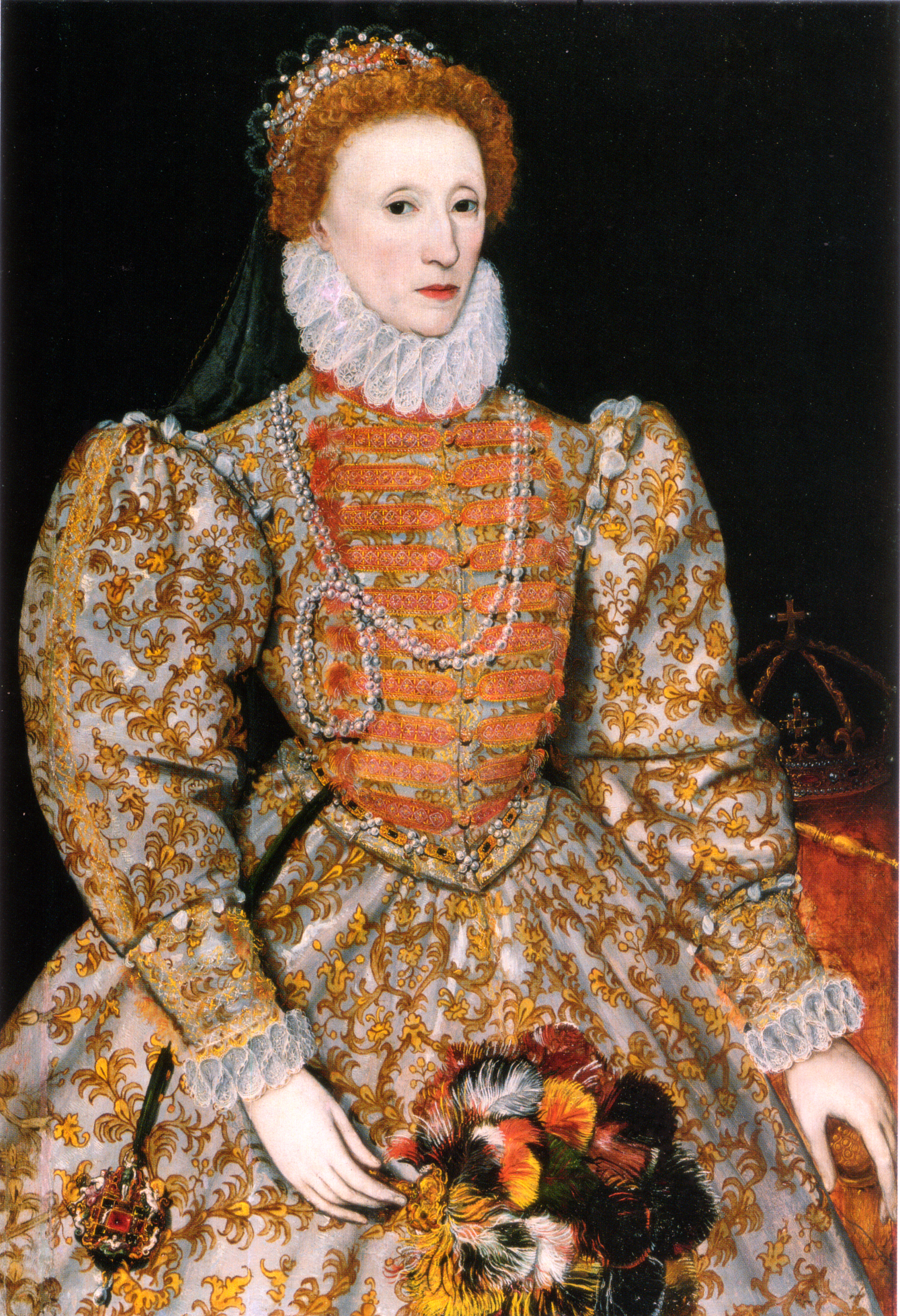
الملكة اليزابيث

قامت الملكة إليزابيث الأولى بعملين في البرلمان الإنجليزى رداً على الانقسامات الدينية التي سادت في عصر هنري الثامن، وإدوارد السادس، وماري الأولى. وقد سمى هذان العملان بثورة 1559م. حيث قامت بإعادة تأسيس الكنيسة الأنجليزية لتصبح مستقلة تماماً عن كنيسة روما، وقد منحها البرلمان لقب «الحاكم الأعلى لكنيسة انجلترا»، وسمى هذا العمل بقانون السمو أو التفوق. مع منح البرلمان المكانة العليا للملكة إليزابيث في الكنيسة الإنجليزية الجديدة، في حين حدد قانون التماثل الذي أصدرته عام1559م، ما هو الشكل الذي يجب أن تتخذه الكنيسة الإنجليزية، بما في ذلك إعادة إنشاء كتاب الصلاة الخاص بهم. فعندما تولت الملكة إليزابيث الحكم بعد موت الملكة مارى الأولى، تزايدت التساؤلات حول الديانة التي ستتبعا كنيسة إنجلترا. حيث تم إعادة التواصل مع الكنيسة الرومانية الكاثوليكية في عهد الملكة مارى الأولى.
اعتمدت إليزابيث في المقام الأول على رئيس المستشارين لها، السير وليام سيسيل، كوزير الخارجية، والسير نيكولاس بيكون، حافظ الختم الأعظم. ويعتقد الكثير من المؤرخين أن وليام سيسيل هو نفسه الذي كتب تسوية الكنيسة لأنها كانت نسخة مبسطة من الأسماء وأصدرت عام 1551-1552م. تم عقد البرلمان عام 1559م لمناقشة مشروع قانون الإصلاحات وأيضاً لمناقشة عملية إعادة تأسيس كنيسة مستقلة لإنجلترا. تضمنت مسودة هذا المشروع بتعريف القربان المقدس فيما يتعلق بعلم اللاهوت البروتستانتى، وهو بمعارضة إساءة استعمال البابا للدعاء،  ومنع الوزراء من ارتداء أي الرداء الكهنوتي أو ثوب كاثوليكي روماني.